# 992
992 (CMXCII) fue un año bisiesto comenzado en viernes del calendario juliano, en vigor en aquella fecha.

## Acontecimientos
- En Cataluña, Ramón Borrell es nombrado nuevo conde de Barcelona.
- En este año, el Viernes Santo coincidió con la fecha de la Anunciación de María, y se corrió el rumor de que en tal día había nacido el Anticristo, y que por lo tanto el fin del mundo sucedería antes de los tres años.[1][2]

## Nacimientos
- Sancho Garcés III, aristócrata navarro, rey de Pamplona.

## Fallecimientos
- 25 de mayo: Miecislao I, príncipe polaco.
- Fujiwara no Nakafumi, poeta japonés.
- Borrell II, aristócrata barcelonés.